# We the People
We the People är det amerikanska hiphop/r'n'b-bandet Flipsydes debutalbum. 
Det släpptes den 12 juli 2005. Almumet innehåller hitlåten "Happy Birthday" som gjordes med hjälp av det ryska popbandet Tatu.

## Låtlista
1. "Someday" - 3:59
2. "Spun" - 3:54
3. "U.S. History" - 5:13
4. "Flipsyde" - 4:36
5. "Revolutionary Beat" - 5:01
6. "Time" - 4:26
7. "No More" - 4:30
8. "Train" - 4:17
9. "Get Ready" - 3:22
10. "Angel" - 4:26
11. "Skippin' Stones" - 3:45
12. "Trumpets" - 3:57
13. "Happy Birthday" - 3:15